# Saint-Michel-de-Vax
Saint-Michel-de-Vax (okzitanisch Sent Miquèl de Bag) ist eine französische Gemeinde mit 80 Einwohnern (Stand: 1. Januar 2022) im Département Tarn in der Region Okzitanien (vor 2016 Midi-Pyrénées). Administrativ ist sie dem Arrondissement Albi zugeteilt und sie ist Teil des Kantons Carmaux-2 Vallée du Cérou (bis 2015 Vaour). 

## Geografie
Saint-Michel-de-Vax liegt etwa 38 Kilometer nordwestlich von Albi. Umgeben wird Saint-Michel-de-Vax von den Nachbargemeinden Saint-Antonin-Noble-Val im Norden und Westen, Féneyrols im Norden und Osten, Roussayrolles im Osten und Südosten sowie Vaour im Süden.

## Bevölkerungsentwicklung
| Jahr                      | 1962 | 1968 | 1975 | 1982 | 1990 | 1999 | 2006 | 2013 |
| ------------------------- | ---- | ---- | ---- | ---- | ---- | ---- | ---- | ---- |
| Einwohner                 | 72   | 78   | 80   | 89   | 70   | 66   | 65   | 63   |
| Quelle: Cassini und INSEE |      |      |      |      |      |      |      |      |

## Sehenswürdigkeiten

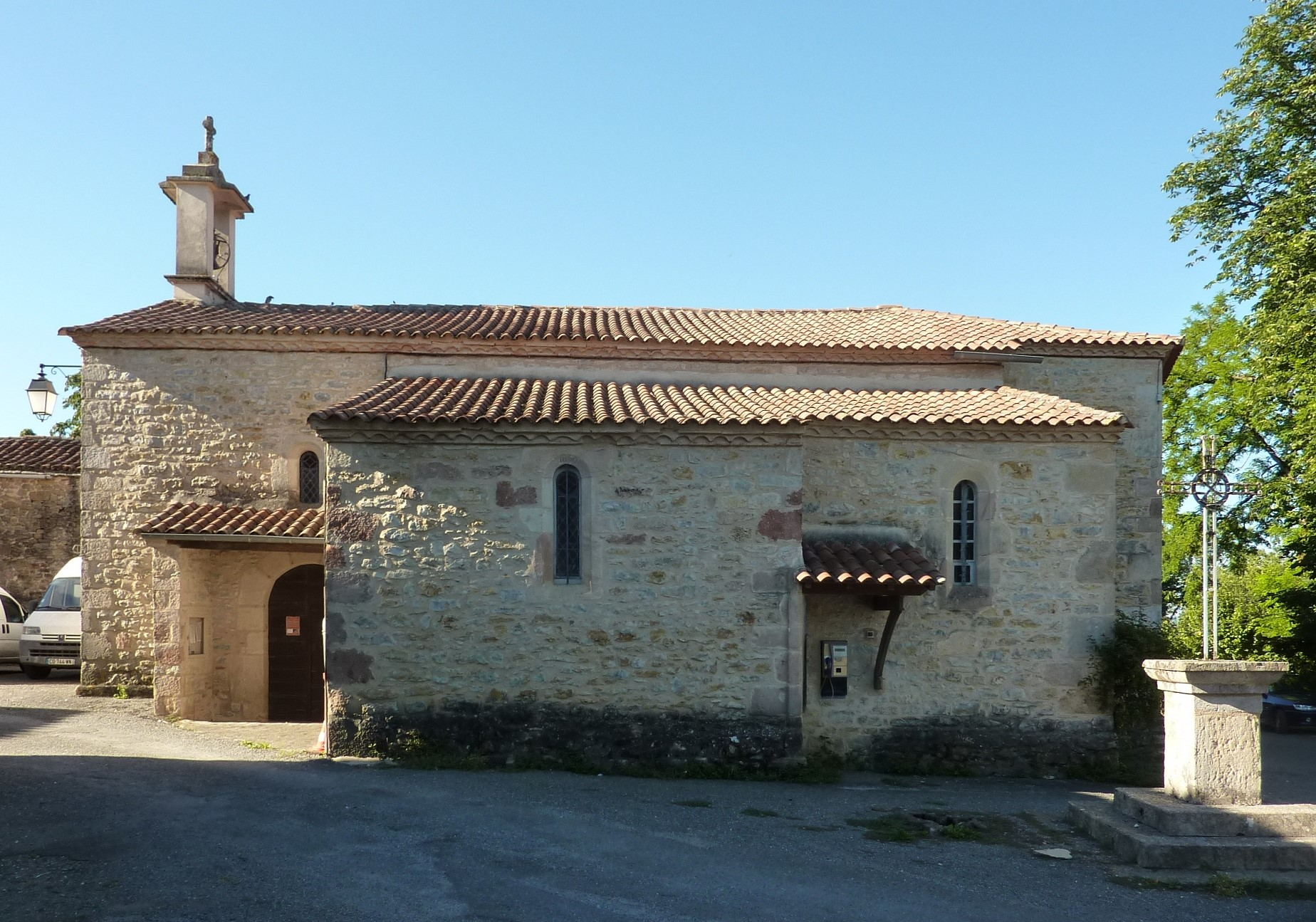
Kirche Saint-Michel
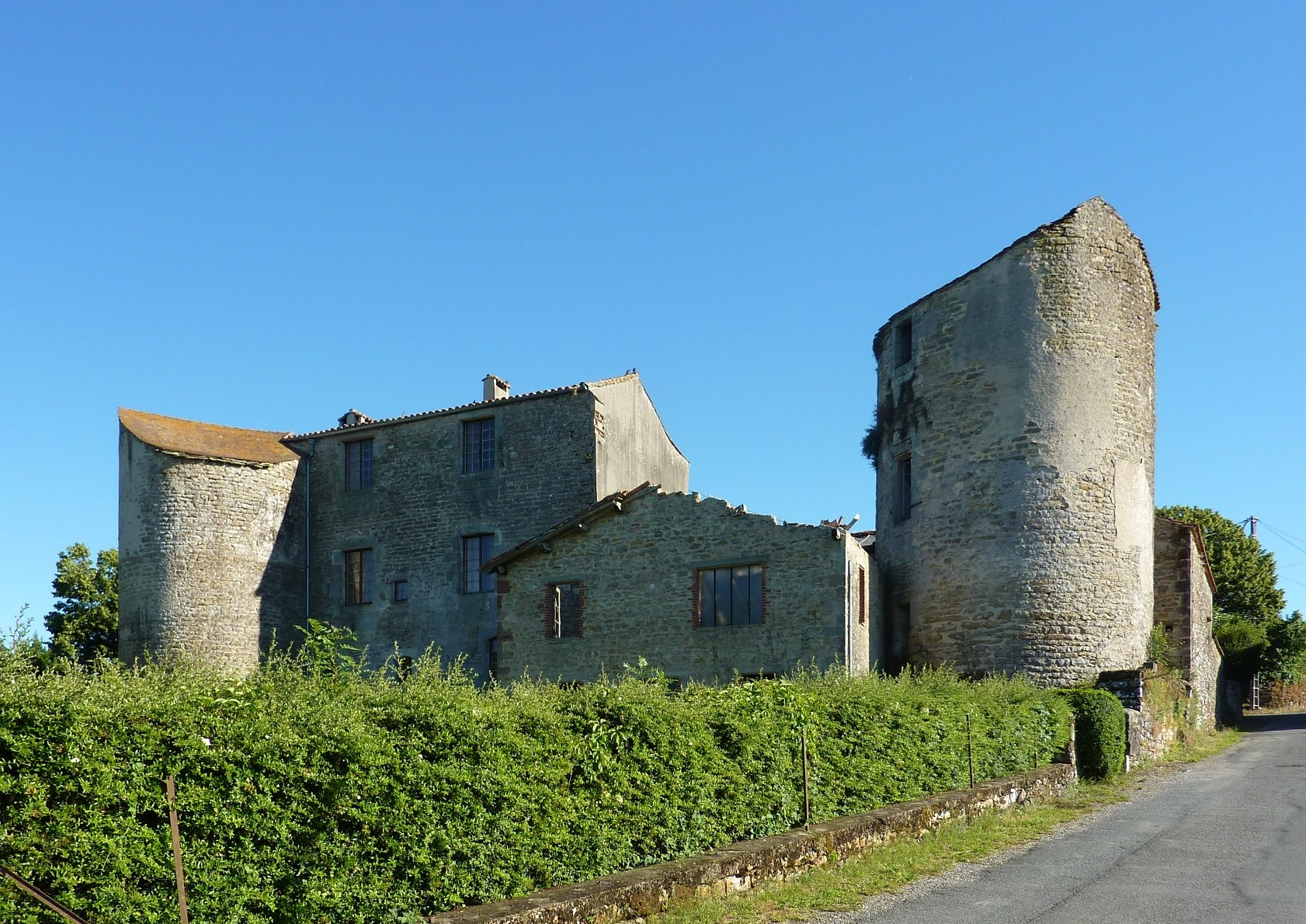
Burg Saint-Michel-de-Vax

- Kirche Saint-Michel
- Burg Saint-Michel-de-Vax